# Sérgio Manoel
Sérgio Manoel, brazilski nogometaš, * 2. marec 1973, Santos, Brazilija.
Za brazilsko reprezentanco je odigral štiri uradne tekme.